# Kelly Russell
Pour les articles homonymes, voir Russell.
Pas d'image ? Cliquez ici

a Compétitions nationales et continentales officielles uniquement.

b Matchs officiels uniquement.
Dernière mise à jour le 2 août 2014.
Kelly Russell, née le 7 décembre 1986, est une joueuse canadienne de rugby à XV, occupant le poste de troisième ligne centre en équipe du Canada de rugby à XV féminin et en équipe nationale de rugby à sept.

## Biographie
Elle est originaire de Bolton en Ontario, et diplômée de l'Université de Western,. Elle commence le rugby très jeune.
Elle connaît sa première sélection en équipe nationale du Canada de rugby à XV en 2007 contre l'Écosse. Elle fait ses débuts avec le Canada en équipe nationale de rugby à sept à Hong Kong en 2008. 
Elle dispute la Coupe du monde de rugby à sept 2009, la Coupe du monde féminine de rugby à XV 2010, puis la Coupe du monde de rugby à sept 2013, elle parvient en finale s'inclinant contre la Nouvelle-Zélande.
Elle est retenue pour disputer la Coupe du monde féminine de rugby à XV 2014 après une tournée dans l'hémisphère Sud (victoire 22-0 face aux Australiennes, deux revers face à la Nouvelle-Zélande 16-8 et 33-21). 
Elle dispute les trois matchs de poule, les trois comme titulaire du poste de troisième ligne centre. Le Canada se qualifie pour les demi-finales après deux victoires et un match nul concédé contre l'Angleterre 13-13 en poule. Le Canada gagne la France 18-16 et se qualifie pour la finale,. C'est la première fois que le Canada parvient à ce stade de la compétition et c'est seulement la quatrième nation à réaliser cette performance.  
À titre personnel, Kelly Russell est retenue comme l'une des quatre meilleures joueuses du tournoi et donc postulante au titre de meilleure joueuse de l'année 2014.
Elle est la capitaine de l'équipe nationale à XV depuis 2012. Elle compte 35 sélections avant la Coupe du monde 2014.
Sa sœur Laura fait également partie de l'équipe nationale qui dispute la Coupe du monde féminine de rugby à XV 2014, elle joue au poste de pilier.

## Palmarès
(au 02.08.2014)
- 35 sélections en Équipe du Canada de rugby à XV féminin
- participation à la Coupe du monde féminine de rugby à XV 2010, 2014
- finaliste de la Coupe du monde de rugby à sept 2013